# Галловые нематоды
Га́лловые немато́ды (лат. Meloidogyne) — род круглых червей семейства Meloidogynidae из отряда Tylenchida. Корневые галлообразующие фитонематоды, вызывают заболевание мелойдогиноз. Встречаются всесветно, отдельные представители признаны карантинными объектами. Опасные вредители, повреждают до 5 % мирового урожая культурных сортов растений.

## Описание
Мелкие круглые черви, самцы червеобразной формы (длина до 2 мм), самки раздутые, овальные, кубышковидные, грушевидные (длина около 1 мм); белого или жемчужного цвета. К самым крупным видам относятся M. mersa (длина тела 1150—2530 мкм), M. acronea, M. citri, M. coffeicola, M. mali, M. vandervegtei (размерные ряды 800—900). Наиболее мелкие виды представлены M. triticoryzae, M. californiensis, M. exiqua, M. kralli, M. naasi, M. carolinense, M. ottersoni, M. dunense, M. turkestanica (300—400 мкм). Самка способна отложить до 2500 яиц. В год дают до 13 поколений (в условиях умеренного климата, например, в России — до 8 поколений).

## Экономическое значение
Корневые нематоды рода Meloidogyne один из трёх наиболее экономических важных родов паразитических фитонематод, повреждающих культурные растения. Облигатные паразиты корней нескольких тысяч двудольных и однодольных растений, трав и деревьев, культурных и дикорастущих. 4 вида Meloidogyne (M. javanica, M. arenaria, M. incognita и M. hapla) являются главными вредителями сельского хозяйства в мировом масштабе и ещё 7 видов вредят локально. Среди карантинных объектов колумбийская галловая корневая нематода (Meloidogyne chitwoodi). Галловая нематода (Meloidogyne marioni) паразитирует преимущественно в районах с тёплым климатом на самых различных тепличных, огородных, бахчевых, плодово-ягодных и технических растениях, образует галлы. При массовом размножении галловая нематода вызывает галловый нематодоз растений, снижая урожай основной культуры (например, огурцов) на 40—60 %. Яйца и личинки нематод переносят промораживание почвы до −30 °C. Для борьбы с галловыми нематодами в открытом грунте применяют методы профилактики (выявление заражённых участков, использование проверенного посадочного материала), агротехнические методы (севооборот, удобрения, борьба с сорняками, провокационный полив, чистый пар), химические и биологические методы (создание нематодоустойчивых сортов, применение хищных грибков, растения-ловушки и угнетатели нематод).

## Систематика
Около 100 видов. Род был впервые выделен швейцарским натуралистом Эмилем Августом Гёльди (Emil August Goeldi; 1895—1917). В России найдено 5 видов, в США — 31.
- Meloidogyne acronea
- Meloidogyne arenaria — арахисовая галловая нематода
- Meloidogyne artiellia
- Meloidogyne brevicauda
- Meloidogyne chitwoodi
- Meloidogyne coffeicola
- Meloidogine exigua
- Meloidogyne fruglia
- Meloidogyne gajuscus
- Meloidogyne hapla — северная галловая нематода (=М. marioni)
- Meloidogyne incognita — южная галловая нематода
- Meloidogyne javanica — яванская галловая нематода
- Meloidogyne enterolobii (= Meloidogyne mayaguensis)
- Meloidogyne naasi
- Meloidogyne partityla
- Meloidogyne thamesi